# 刘春 (媒体人)
刘春（1967年—），男，安徽人，中国媒体人，曾任凤凰卫视执行台长，搜狐公司副总裁、搜狐网总编辑。

## 生平
1987年毕业于安徽师范大学中文系。1992年获北京广播学院电视系（现中国传媒大学）硕士学位。1994年至2000年，任职于中央电视台青少部、新闻评论部，担任《新闻调查》栏目执行制片人。2000年至2011年，任职于凤凰卫视，历任助理总策划、助理台长、副台长、执行台长，策划并创办《凤凰大视野》、《一虎一席谈》、《冷暖人生》、《社会能见度》、《世纪大讲堂》等栏目。2011年5月，加盟搜狐公司，担任搜狐公司副总裁、搜狐视频首席运营官兼搜狐网总编辑。2013年7月，升任搜狐视频总裁。2013年10月，从搜狐离职。2014年4月，加盟爱奇艺。2015年2月，加盟江阴中南重工股份有限公司，担任中南重工任首席文化官。2016年5月，任中南影业CEO。2018年8月，从中南文化公司离职。2018年10月，重回凤凰卫视管理层，任凤凰新媒体副总裁。2021年7月任老乡鸡独立董事。
2013年2月，代表新闻出版界当选第十二届全国政协委员。
2023年1月5日，新浪微博发布消息，對排查到的12854條攻擊專家學者等違規內容予以處置，其中包括刘春。